# Barranc dels Casals
El barranc dels Casals és un barranc del terme actual de Tremp, del Pallars Jussà i de l'antic d'Espluga de Serra, a l'Alta Ribagorça, situat a la vall del barranc de Miralles, al sud de la Serra de Sant Gervàs.
Es forma al sud-oest de l'Avedoga d'Adons, a la Serra de Sant Gervàs, en el lloc on s'estén el Solà de Sant Gervàs, i davalla cap al sud per tal d'abocar-se en el barranc de Miralles prop i al sud-est de la Casa Miquelet, al Canemar.